# Aeroportul Sematan
Aeroportul Sematan (IATA: BSE, ICAO: WBGN) este un aeroport din Sarawak, Malaysia ce deservește zona Sematan⁠(d). A fost numit după zona deservită.
aeroportul dispune de o singură pistă. Este operat de Malaysia Airports⁠(d).